# Santiago Montoto de Sedas
Santiago Montoto de Sedas (Sevilla, 1890-ibidem, 30 de octubre de 1973) fue un escritor y abogado español.

## Biografía
Licenciado en Derecho y en Filosofía y Letras por la Universidad de Sevilla. Hijo del escritor y folclorista Luis Montoto y Rautenstrauch. Escritor y articulista, investigador de temas de historia, especialmente referidos a Sevilla. Fue miembro de la Real Academia Sevillana de Buenas Letras, y socio correspondiente de la Real Academia de la Historia.

## Obras

### Poesía y novela
- Las delicias viejas: poesías (1919).
- Locura de Carnaval (1924). (Novela)
- El marquesito de arenales (1924). (Novela)
- La Novela de mi amigo (1924). (Novela

### Historia
- Sevilla en el Imperio: Siglo XVI (1938). ISBN 84-400-2198-4.
- Las calles de Sevilla (1940). ISBN 84-404-6563-7.
- La Catedral y el Alcázar de Sevilla (1948).
- Biografía de Sevilla (1969). ISBN 84-87041-40-X.
- Esquinas y conventos de Sevilla (recopilación de artículos periodísticos; 1973). ISBN 84-7405-266-1 e ISBN 84-7405-671-3.
- Las parroquias de Sevilla. Nueva semblanza de Bécquer (1981). ISBN 84-85424-01-8.

### Estudios y biografías
- Ensayo de una bibliografía cervantino-sevillana (1916).
- Noticias de un certamen poético del siglo XVII celebrado en Sevilla en honra de la Concepción (1917).
- Bartolomé Esteban Murillo: estudio biográfico-crítico (1923).
- Nobiliario de reinos, ciudades y villas de América española (1928).
- Contribución al vocabulario de Lope de Vega (1949).
- Valera al natural (1962).
- Fernán Caballero: algo más que una biografía (1969).
- Antecedentes familiares de Bécquer (1971).